# Biri Biri
Alhaji Momodo Njie (né le 30 mars 1948 à Banjul (colonie et protectorat de Gambie) et mort le 19 juillet 2020 à Dakar (Sénégal)) est un footballeur gambien, qui a connu le succès au FC Séville sous le surnom de Biri Biri et a donné son surnom au Biris Norte, groupe d'ultras sévillan, le premier groupe de supporters créé en Espagne.
Nommé meilleur footballeur gambien du XXe siècle, il fut le premier joueur africain à devenir footballeur professionnel au Danemark. En 2000, Biri Biri est honoré de l'ordre du Mérite gambien par le président gambien Yahya Jammeh.

## Biographie
Avec le club du FC Séville, Biri Biri joue 99 matchs dans les championnats professionnels espagnols, inscrivant 32 buts. Il inscrit 14 buts en deuxième division lors de la saison 1974-1975, ce qui constitue sa meilleure performance.